# Sciaphila ramosa
Sciaphila ramosa là một loài thực vật có hoa trong họ Triuridaceae. Loài này được Fukuy. & T.Suzuki miêu tả khoa học đầu tiên năm 1936.